# رنکوسه
رنکوسه (به لهستانی:  Rękusy) یک روستا در لهستان است که در گمینا اوک واقع شده‌است. رنکوسه ۵۰ نفر جمعیت دارد.